# Hypolycaena liara
Hypolycaena liara är en fjärilsart som beskrevs av Druce 1890. Hypolycaena liara ingår i släktet Hypolycaena och familjen juvelvingar. Inga underarter finns listade i Catalogue of Life.